# 讲堂乡
讲堂乡，曾是中华人民共和国山西省晋中市榆社县下辖的一个乡镇级行政单位。2021年5月，撤销讲堂乡，整建制并入郝北镇。

## 行政区划
讲堂乡下辖以下地区：
讲堂村、上咱则村、陈家峪村、下赤土村、上赤土村、韩庄村、寺上村、元庄村、麦茬角村、蒲池村、驼骆村、柳泉村、将军墓村、梁家庄村、石墙村和后寺沟村。